# Andy Stroy
Andy Stroy [uitspraak: 'ɑndi 'strʋɑ] (2 maart 1973) is een Belgisch voormalig voetballer die als libero of centraal op het middenveld speelde.

## Carrière
Stroy begon zijn professionele carrière in 1991 bij KFC Verbroedering Geel. In 1994 verhuisde naar KRC Genk. Hier speelde hij 66 wedstrijden. Met de club dwong hij de promotie af naar de hoogste afdeling. Stroy was basisspeler bij KRC Genk toen de club de Beker van België 1997-98 won. Na dit seizoen vertrok hij naar Cercle Brugge, waar hij tot 2000 zou voetballen. Daarna sloot hij zijn carrière af bij clubs in de lagere reeksen zoals opnieuw Geel en Bocholter VV.